# Johannes Guter
Johannes Guter (* 25. April 1882 in Riga; † 18. März 1962 in Greifswald; Geburtsname Jānis Guters oder Johann Hörhammer-Guter) war ein lettischer Schauspieler, Filmregisseur und Drehbuchautor.

## Leben
Er besuchte das Realgymnasium und das Polytechnische Institut Riga. Nach seiner Promotion zum Doktor-Ingenieur (Dr.-Ing.) wurde Guter 1904 Schauspieler am Jaunais Latviešu teātris (Neues Lettisches Theater).
Nach der Niederschlagung der Russischen Revolution 1905 floh er nach Berlin. Als er 1907 zurückkehrte, wurde er unter der Anklage, einen Polizisten ermordet zu haben, inhaftiert. Nach Hinterlegung einer Kaution am 17. Februar 1908 floh er zusammen mit seiner damaligen Lebensgefährtin Marija Leiko und der gemeinsamen Tochter Nora (1907–1934) über Helsingfors und Kopenhagen nach Wien. Hier erhielt er (und später auch Marija) ein Burgtheater-Stipendiat an der Akademie für Musik und darstellende Kunst.
Sein erstes Engagement trat er am 15. September 1910 an der Neuen Wiener Bühne an. Später ging er nach Frankfurt am Main, wo er am dortigen Neuen Theater auch als Regisseur und Chefinspizient arbeitete. 1917 wechselte er an das Residenztheater Wiesbaden und schließlich an das Trianon-Theater in Berlin.
Dort knüpfte er Verbindungen zur Filmszene und gab 1917 sein Regiedebüt mit dem Stummfilm Die Diamantenstiftung, in dem Marija Leiko die weibliche Hauptrolle spielte. Bis 1919 drehte er Filme in Serienproduktion um den populären Privatdetektiv Stuart Webbs, dargestellt von Ernst Reicher.
1919 gründete er seine eigene Produktionsfirma Centaur-Film GmbH, die während ihres Bestehens bis 1921 insgesamt sieben Filme produzierte. Nach seinem einzigen eigenständig produzierten Film Die Frau im Käfig mit Leiko und Ernst Deutsch schloss Guter 1920 einen Vertrag mit Erich Pommers Produktionsgesellschaft Decla ab. Er inszenierte im weiteren Verlauf der 1920er Jahre vorwiegend fantastische und abenteuerlich Stoffe, aber auch Lustspiele, seltener Melodramen wie Der Turm des Schweigens (1925).
1920 und 1928 hielt er sich in seiner Heimatstadt Riga auf, wo er sich um den Aufbau einer lettischen Filmindustrie bemühte. In den 1930er Jahren wurde er nur noch selten beim Spielfilm eingesetzt. Er drehte vermehrt Kurzspielfilme und Kulturfilme für die UFA. 1939 bis 1940 inszenierte er die Wochenschau-Beiträge Tran und Helle mit Jupp Hussels und Ludwig Schmitz. Er fand auch Beschäftigung mit Filmen zum Winterhilfswerk, zum Luftschutz und für die Brandbombenbekämpfung.
Nach dem Zweiten Weltkrieg war er in der DDR tätig und erhielt dort 1956 gemeinsam mit seiner Frau den „Preis für künstlerisches Volksschaffen“ II. Klasse.
Er war in erster Ehe mit der lettischen Schauspielerin Mirdza Šmitchene und seit dem 1. Mai 1919 mit der Opernsängerin Adelheid Wilms verheiratet.

## Filmografie
- 1917: Die Diamantenstiftung
- 1918: Die Geisterjagd
- 1918: Ein rätselhafter Blick
- 1919: Kameraden
- 1919: Die Frau im Käfig (auch Produktion)
- 1919: Ewiger Strom
- 1920: Die Frau im Himmel (auch Co-Drehbuch)
- 1920: Die Tophar-Mumie
- 1920: Das Haupt des Juarez
- 1921: Weib und Palette (auch Drehbuch)
- 1921: Die Dreizehn aus Stahl (auch Co-Drehbuch)
- 1921: Die schwarze Pantherin (auch Co-Drehbuch)
- 1921: Zirkus des Lebens
- 1921: Der Mord in der Greenstreet
- 1922: Lebenshunger
- 1922: Bardame (auch Drehbuch)
- 1922: Der Ruf des Schicksals
- 1923: Die Prinzessin Suwarin
- 1924: Der Sprung ins Leben
- 1924: Der Turm des Schweigens
- 1925: Blitzzug der Liebe
- 1925: Herrn Filip Collins Abenteuer
- 1926: Die Boxerbraut
- 1927: Die Königin des Varietés
- 1927: Ein rheinisches Mädchen beim rheinischen Wein
- 1927: Grand Hotel …!
- 1927: Zwei unterm Himmelszelt
- 1928: Am Rüdesheimer Schloß steht eine Linde
- 1928: Der Tanzstudent
- 1928: Ihr dunkler Punkt
- 1928: Die blaue Maus
- 1929: Meister des weißen Sports bei bedeutenden Spielen
- 1929: In Jena sind alle Mädels so blond
- 1929: Eveline und ihr Rin-Tin-Tin (Kurzfilm)
- 1929: Café Kalau (Kurzfilm)
- 1929: 2. Ungarische Rhapsodie
- 1929: Das närrische Glück
- 1929: Alte Kleider (Kurzfilm)
- 1929: Wenn Du einmal Dein Herz verschenkst
- 1930: Die singenden Babies (Kurzfilm)
- 1930: Donner, Blitz und Regen
- 1931: Goldgräber in Rumänien
- 1931: Der falsche Ehemann
- 1931: Um eine Nasenlänge
- 1932: Die Vier vom Bob 13
- 1932: Rundfunk einst und jetzt
- 1932: Geigenzauber
- 1932: Wäsche – Waschen – Wohlergehen (Industriefilm)
- 1932: Schuberts Lieder
- 1934: Kannst Du pfeifen, Johanna? (Kurzfilm)
- 1934: Fräulein Liselott
- 1935: Kampf um Kraft (Dokumentarfilm)
- 1936: Die Heimat im Lied (Kurz-Dokumentarfilm)
- 1936: Don-Kosaken Chor
- 1936: Aus der Schatzkammermusik
- 1936: Am Lagerfeuer
- 1936: Die Stadt der sieben Türme (Kurz-Dokumentarfilm)
- 1937: Kampf um Raum und Zeit
- 1937: Bojarenhochzeit (Kurz-Dokumentarfilm, auch Drehbuch)
- 1939: Rheinland
- 1939: Zwölf Minuten nach Zwölf
- 1939: In Sachen Herder contra Brandt (Kurzfilm)
- 1944: Ein fröhliches Haus